# Drosophila diffusa
Drosophila diffusa este o specie de muște din genul Drosophila, familia Drosophilidae, descrisă de Hardy în anul 1965. Conform Catalogue of Life specia Drosophila diffusa nu are subspecii cunoscute.